# Caroline Lucas
Caroline Patricia Lucas (ur. 9 grudnia 1960 w Malvern) – brytyjska polityk, przewodnicząca (2008–2012) i współprzewodnicząca (2016–2018) Partii Zielonych Anglii i Walii, posłanka do Parlamentu Europejskiego V, VI i VII kadencji, posłanka do Izby Gmin.

## Życiorys
Caroline Lucas ukończyła studia z literatury angielskiej na University of Exeter (doktorat uzyskała w 1989).
W latach 80. była aktywna w ruchu antynuklearnym. Działała w organizacji Campaign for Nuclear Disarmament (kampanii na rzecz rozbrojenia nuklearnego) i uczestniczyła w protestach przeciw amerykańskim bazom wojskowym w Wielkiej Brytanii. W 1986 wstąpiła do Partii Zielonych Anglii i Walii. W latach 1993–1997 była radną hrabstwa Oxfordshire. W 1999 po raz pierwszy wybrana do Parlamentu Europejskiego, ponownie wybierana w 2004 i 2009. Przystąpiła do frakcji zielonych, a także m.in. do Komisji Handlu Międzynarodowego w delegacji ds. stosunków z Palestyńską Radą Legislacyjną. Od 2008 do 2012 była przewodniczącą swojego ugrupowania.
Zajmuje się problematyką „zielonej gospodarki”, tzw. sprawiedliwego handlu, prawami zwierząt i polityką żywnościową. Poza Partią Zielonych podjęła działalność m.in. w Royal Society for the Prevention of Cruelty to Animals (Królewskie Towarzystwo Zapobiegania Okrucieństwu wobec Zwierząt), Oxfam i antywojennym ruchu Stop the War Coalition.
W wyborach w 2010 uzyskała mandat posłanki do Izby Gmin w okręgu Brighton Pavilion jako pierwsza w historii przedstawicielka Partii Zielonych Anglii i Walii. W konsekwencji 17 maja 2010 złożyła mandat w Europarlamencie. W 2015, 2017 i 2019 Caroline Lucas z powodzeniem ubiegała się o poselską reelekcję w tym samym okręgu. W 2016 wybrana na współprzewodniczącą Partii Zielonych Anglii i Walii, pełniła tę funkcję do 2018.